# Соммер, Раймон
Раймо́н Сомме́р (фр. Raymond Sommer, 31 августа 1908, Париж — 10 сентября 1950, трасса Кадур) — французский автогонщик, двукратный победитель 24 часов Ле-Мана (1932, 1933), пилот Чемпионата Европы AIACR, Формулы-2 и Формулы-1.

## Карьера
Раймон Соммер был одним из ведущих французских автогонщиков первой половины XX века. В 1930-х годах он выступал в 24 часах Ле-Мана (восемь из девяти раз — на своих собственных автомобилях: Chrysler 29, Alfa Romeo 8C, на которой одержал обе победы, и Alfa Romeo 6C). В первый раз (1932) Соммер выиграл, ведя машину 21 час, а через год, когда он одержал вторую победу, его партнёром стал Тацио Нуволари — величайший автогонщик доформульной эпохи. 

После двух побед в Ле-Мане Соммер начал выступать в гонках Гран-при. Места в крупных заводских командах он не нашёл, поэтому выступал в одноместных гонках как независимый участник. В 1936 он выиграл Гран-при Франции спортивных автомобилей и принял участие в гонке американской серии AAA Championship Car, заняв 4 место. 

После Второй мировой войны для Соммера началось наиболее успешное время в гонках одноместных автомобилей. В 1946 он провёл свой лучший сезон в Гран-при, а в 1948—1949 одерживал победы в Формуле-2. 

В 1950 году Раймон Соммер принимал участие в первом в истории сезоне Формулы-1. Первые две гонки он провёл в составе заводской Ferrari. В Гран-при Монако Раймон Соммер занял 4 место за рулём Ferrari 125. Затем он выступал на Talbot (как на собственном, так и в составе заводской команды), однако в трёх Гран-при ни разу не добрался до финиша. 

10 сентября 1950 года Раймон Соммер погиб в аварии, участвуя в гонке в Кадуре.

## Результаты в Формуле-1
| Легенда к таблице |                                                                    |
| --- | ------------------------------------------------------------------ |
| В таблице перечислены результаты всех Гран-при Формулы-1, в которых принимал участие гонщик. Строками таблицы являются сезоны, столбцами — этапы чемпионата мира. В каждой клетке указаны сокращённое название этапа и результат, дополнительно обозначенный цветом. Расшифровка обозначений и цветов представлена в нижеследующей таблице. |                                                                    |
| \| Пример \| Описание \| \| ------------ \| ------------------------------------------------------------------ \| \| 1 \| Победитель \| \| 2 \| Второе место \| \| 3 \| Третье место \| \| 5 \| Финишировал, заработав очки \| \| Сход \| Не финишировал, но при этом заработал очки \| \| 12 \| Финишировал, не получив очков \| \| НКЛ \| Финишировал, но не попал в финальную классификацию \| \| 15 \| Участвовал вне зачёта, либо по отдельной классификации \| \| 18 \| Не финишировал, но попал в финальную классификацию \| \| Сход \| Не финишировал \| \| НКВ \| Не прошёл квалификацию \| \| НПКВ \| Не прошёл предквалификацию \| \| ДСК \| Дисквалифицирован \| \| ИСК \| Исключён из протокола соревнований \| \| ТТ \| Заявлен для участия только в тренировках \| \| НС \| Участвовал в квалификации, но не стартовал в гонке \| \| Т \| Травмирован или болен \| \| ОТК \| Отказ от участия \| \| НТР \| Прибыл на соревнования, но на трассу не выезжал \| \| НПР \| Был заявлен в числе участников, но не прибыл к началу соревнований \| \| О \| Соревнования отменены \| \| \| Не участвовал \| \| Поул-позиция \| \| \| Быстрый круг \| \| |                                                                    |
| Пример | Описание                                                           |
| 1 | Победитель                                                         |
| 2 | Второе место                                                       |
| 3 | Третье место                                                       |
| 5 | Финишировал, заработав очки                                        |
| Сход | Не финишировал, но при этом заработал очки                         |
| 12 | Финишировал, не получив очков                                      |
| НКЛ | Финишировал, но не попал в финальную классификацию                 |
| 15 | Участвовал вне зачёта, либо по отдельной классификации             |
| 18 | Не финишировал, но попал в финальную классификацию                 |
| Сход | Не финишировал                                                     |
| НКВ | Не прошёл квалификацию                                             |
| НПКВ | Не прошёл предквалификацию                                         |
| ДСК | Дисквалифицирован                                                  |
| ИСК | Исключён из протокола соревнований                                 |
| ТТ | Заявлен для участия только в тренировках                           |
| НС | Участвовал в квалификации, но не стартовал в гонке                 |
| Т | Травмирован или болен                                              |
| ОТК | Отказ от участия                                                   |
| НТР | Прибыл на соревнования, но на трассу не выезжал                    |
| НПР | Был заявлен в числе участников, но не прибыл к началу соревнований |
| О | Соревнования отменены                                              |
| | Не участвовал                                                      |
| Поул-позиция |                                                                    |
| Быстрый круг |                                                                    |

| Сезон | Команда                       | Шасси               | Двигатель            | Ш | 1   | 2   | 3   | 4    | 5    | 6    | 7    | Место | Очки |
| ----- | ----------------------------- | ------------------- | -------------------- | - | --- | --- | --- | ---- | ---- | ---- | ---- | ----- | ---- |
| 1950  |                               |                     |                      |   | ВЕЛ | МОН | 500 | ШВА  | БЕЛ  | ФРА  | ИТА  | 14    | 3    |
| 1950  | Scuderia Ferrari              | Ferrari 125 F1      | Ferrari 125 1,5 V12S | P |     | 4   |     |      |      |      |      | 14    | 3    |
| 1950  | Scuderia Ferrari              | Ferrari 166         | Ferrari 166 2,0 V12  | P |     |     |     | Сход |      |      |      | 14    | 3    |
| 1950  | Частная заявка                | Talbot-Lago T26C    | Talbot 4,5 L6        | D |     |     |     |      | Сход |      | Сход | 14    | 3    |
| 1950  | Automobiles Talbot-Darracq SA | Talbot-Lago T26C-GS | Talbot 4,5 L6        | D |     |     |     |      |      | Сход |      | 14    | 3    |